# Claude Leron
Claude Lerognon, plus connu sous le nom de Claude Leron, est un ancien catcheur français né en 1944 à Ribeauvillé en Alsace.

## Biographie
Travaillant à l'hôpital Pasteur de Colmar et pratiquant le judo en amateur, il rencontre en 1964 le champion d'Europe de catch des mi-lourds, le mulhousien Luc Straub, qui devint son entraineur.
Devenu professionnel en 1967 de ce qu'il appelle la « lutte américaine », il s'expatrie en 1969, considérant que la grande époque du catch français est terminé, les « poids lourds » n'ayant en effet plus leur place d’antan. Athlète de 90 kg au début de sa carrière, il atteint 115 kg.
Roux et portant la moustache, il fut aussi surnommé Leronix ou Leronix le Gaulois en référence à Obélix. Sur le ring il joua essentiellement le rôle du « méchant ».
Au début des années 1970 il fit équipe quelque temps avec le lutteur Gil Voiney après que celui-ci eut décidé de rejoindre Hambourg.
En septembre 1973 il finit vice-champion de la coupe du monde.
Il fit également équipe avec Patonix lors d'une tournée américaine en 1974-75.
Il remporta en 1977 le titre de champion d'Europe des poids lourds décerné par le « Verband deutscher Berufsringer » à Hambourg. Vers la fin de l'année 1978 sa carrière de lutteur professionnel s'arrête soudainement à la suite d'une grave blessure.
Aujourd'hui Claude Leron fait partie de la ligue Eurowrestling-Company.